# Secrétariat des programmes et des services de la Nation algonquine
Le Secrétariat des programmes et des services de la Nation algonquine, dont le nom officiel en anglais est Algonquin Nation Programs and Services Secretariat, est un conseil tribal rassemblant trois bandes algonquines du Québec au Canada. Il est basé à Notre-Dame-du-Nord en Abitibi-Témiscamingue.

## Bandes
Le Secrétariat des programmes et des services de la Nation algonquine comprend trois bandes :
- Algonquins of Barriere Lake (Lac-Rapide)
- Timiskaming First Nation (Timiskaming)
- Wolf Lake (Hunter's Point)